# 斉藤文春
斉藤 文春（さいとう ぶんしゅん、1951年1月25日 - ）は、日本の書家、現代美術家。

## 略歴
北海道函館市生まれ。宮城県仙台第三高等学校卒、東北学院大学経済学部卒（書道研究部在籍）。現代における＜ことばの表現＞としての「書」、墨線・墨点による「水墨抽象」作品の可能性を多面的に追求している。特にそれらの拡張的展開としてオブジェ、インスタレーション、パフォーマンスで現代美術と交流。1980年には秋亜綺羅らと批評総合誌「SENDAI IN」を発行した。水墨トリエンナーレ富山2007奨励賞。 トリエンナーレ豊橋・星野眞吾賞展（2017）審査委員推奨。美術展等の企画、評論、執筆活動を行う。映画、演劇、コンサート、イベント、出版物の題字等、手掛けている。無所属。

## 著書
- 『青木喜山ノート・近代詩文書再考』私家版 1990